# Live at Brixton Academy (album de Dido)
Pour les articles homonymes, voir Live at Brixton Academy.
Live at Brixton Academy, commercialisé sous le titre Dido Live en zone 1,), est un album live et DVD de la chanteuse britannique Dido. Il est enregistré durant les trois concerts londoniens d'août 2004 durant le Life For Rent Tour.

## Listes des pistes

### DVD
1. Stoned - 6:01 (Dido Armstrong//Rollo Armstrong/Lester Mendez)
2. Here with Me - 4:30 (Dido Armstrong/Pascal Gabriel/Paul Statham)
3. See You When You're 40 - 5:46 (Dido Armstrong/Rollo Armstrong/Audrey Nunn)
4. Life for Rent - 3:45 (Dido Armstrong/Rollo Armstrong)
5. Hunter - 4:08 (Dido Armstrong/Rollo Armstrong)
6. Isobel - 4:39 (Dido Armstrong/Rollo Armstrong)
7. My Life - 3:10 (Dido Armstrong/Rollo Armstrong/Mark Bates)
8. Honestly OK - 7:05 (Dido Armstrong/Rollo Armstrong/Matt Benbrook)
9. Don't Leave Home - 4:09 (Dido Armstrong/Rollo Armstrong)
10. Mary's in India - 3:22 (Dido Armstrong/Rollo Armstrong)
11. Take My Hand - 5:43 (Dido Armstrong/Richard Dekkard)
12. Thank You - 3:59 (Dido Armstrong/Paul Herman)
13. Sand in My Shoes - 5:09 (Dido Armstrong/Rick Nowels)
14. White Flag - 3:56 (Dido Armstrong/Rollo Armstrong/Rick Nowels)
15. Do You Have A Little Time ? - 2:40 (Dido Armstrong/Mark Bates/Rick Nowels)
16. All You Want - 3:42 (Dido Armstrong/Rollo Armstrong/Paul Herman)
17. See The Sun - 5:44 (Dido Armstrong)

### Album live
1. Stoned - 6:11 (Dido Armstrong//Rollo Armstrong/Lester Mendez)
2. Here with Me - 4:40 (Dido Armstrong/Pascal Gabriel/Paul Statham)
3. See You When You're 40 - 5:56 (Dido Armstrong/Rollo Armstrong/Audrey Nunn)
4. Life for Rent - 4:01 (Dido Armstrong/Rollo Armstrong)
5. Isobel - 4:51 (Dido Armstrong/Rollo Armstrong)
6. Mary's in India - 3:34 (Dido Armstrong/Rollo Armstrong)
7. Honestly OK - 4:17 (Dido Armstrong/Rollo Armstrong/Matt Benbrook)
8. Take My Hand - 6:03 (Dido Armstrong/Richard Dekkard)
9. Thank You - 4:14 (Dido Armstrong/Paul Herman)
10. Sand in My Shoes - 5:23 (Dido Armstrong/Rick Nowels)
11. White Flag - 4:16 (Dido Armstrong/Rollo Armstrong/Rick Nowels)
12. See The Sun - 6:04 (Dido Armstrong)